# Soccer Mommy
Soccer Mommy, pseudonimo di Sophia Regina Allison (Zurigo, 27 maggio 1997), è una cantautrice e polistrumentista statunitense, nata in Svizzera.

## Biografia
Passa la sua infanzia a Nashville e oggi lavora tra la stessa e New York. Nel 2019 ha aperto alcuni concerti dei Vampire Weekend. Nel 2020, a causa dell'impossibilità di partire in tour a causa della pandemia di Covid, realizza una serie di video dalla computergrafica vintage, "suonando" in città che avrebbero fatto parte del tour.

## Stile musicale
Il suo stile è passato da un iniziale dream pop ad un rock grezzo, improntato al grunge

## Discografia

### Album
- 2018 – Clean
- 2020 – Color Theory
- 2022 - Sometimes, Forever
- 2024 - Evergreen

### Demo album
- 2016 – For Young Hearts

### Raccolte
- 2017 – Collection
- 2020 - Soccer Mommy & Friends Singles Series

### Singoli ed EP
- 2015 – Songs for the Recently Sad EP
- 2016 – Songs from My Bedroom
- 2017 – Last Girl / Be Seeing You
- 2018 – Henry / I'm On Fire
- 2018 – Your Dog / Blossom (Wasting All My Time)
- 2019 – Blossom (Demo) / Be Seeing You
- 2019 – Lucy
- 2019 – Yellow is the color of her eyes / Lucy
- 2020 – Circle the drain
- 2020 – Bloodstream